# San Román, Mexiko
San Román är en ort i Mexiko.   Den ligger i kommunen Bacalar och delstaten Quintana Roo, i den östra delen av landet, 1 100 km öster om huvudstaden Mexico City. San Román ligger 93 meter över havet och antalet invånare är 530.
Terrängen runt San Román är platt, och sluttar österut. Runt San Román är det glesbefolkat, med 16 invånare per kvadratkilometer. Närmaste större samhälle är Reforma, 16,5 km öster om San Román. I omgivningarna runt San Román växer i huvudsak städsegrön lövskog.